# Sarcophaga nuzzacii
Sarcophaga nuzzacii är en tvåvingeart som först beskrevs av Andy Z. Lehrer 2005.  Sarcophaga nuzzacii ingår i släktet Sarcophaga och familjen köttflugor.
Artens utbredningsområde är Benin. Inga underarter finns listade i Catalogue of Life.